# 월드 와일드 테크놀로지 사커 파크
월드 와일드 테크놀로지 사커 파크(World Wide Technology Soccer Park)은 미국의 축구 전용 경기장으로 미주리주 펜턴에 위치하고 있으며 과거 USL 챔피언십 세인트루이스 FC의 홈경기장이었다가 현재는 USL 리그 2의 세인트루이스 스캇 갤러거의 홈 경기장으로 사용되고 있다. 